# Onesnaženost vode s plastičnimi delci
Velik del morskih naplavin vsebuje plastične delce, vključujoč granule, surove mikroplastične smolnate kroglice, običajno v premeru manjše od 5 milimetrov, najdene izven običajnega območja plastične proizvodnje, ki so vmesna surovina za proizvodnjo končnih izdelkov iz plastike. Plastičnim delcem z drugim imenom pravimo tudi solze morskih deklic.
Njihov vir je pogosto nelegalno odlaganje odpadkov v morje, izguba kontejnerjev pri daljših transportih, ribolov (ostanki ribiških mrež) ter turistična dejavnost. 
Kljub temu, da je plastika izredno obstojna, zaradi različnih naravnih vplivov pride do razpada same plastike na manjše delce. Do razpada plastike pride že ob njenem vnosu v vodno okolje in se nadaljuje do nastanka zelo majhnih delcev. Izredno majhne koščke plastičnih materialov imenujemo mikroplastika. Plastični mikrodelci v premeru merijo do pet milimetrov, nastajajo pa kot stranski produkt pri proizvodnji plastičnih izdelkov in pri počasnem fizičnem razpadu plastičnih odpadkov. Dobršen delež plastičnih mikrodelcev, ki jih je mogoče najti praktično v vseh vodnih telesih na svetu, predstavljajo tudi okrogli plastični peleti. Ti se v industriji uporabljajo za brusno čiščenje končnih izdelkov, v logistiki pa pri pakiranju. Ti majhni delci so pogosto plovni, kar jim omogoča, da lahko brez težav krožijo z oceanskimi tokovi in se prenašajo na velike razdalje. 
V ZDA je letno proizvedeno okvirno 27 milijonov ton granul. Pol kilograma peletiziranega polietilena visoke gostote (HDPE) vsebuje približno 25 tisoč granul (okvirno 20 granul na mg HDPE).

## Vpliv na okolje
Granule so velik prispevek k nastanku morskih naplavin. Med trimesečno študijo raziskovalcev obale v Orange Coutry–ju, so ugotovili, da so najpogostejši onesnaževalec obale. Granule so v grobem sestavljale 98% obalnih naplavin pobranih v okviru študije Orange County-ja leta 2001. Plavajoče granule so lahko kot surovina ali kot delci večjih kosov plastike. Veliko koncentracijo plastike predstavlja tudi Velika pacifiška cona smeti. Gre za rastočo zbirko morskih naplavin znanih po visoki koncentraciji plastičnih odpadkov.
Granule, ki med proizvodnim procesom plastike uidejo v vodotoke ali oceane, so postale pomemben vir morskega in obalnega onesnaževanja s plastiko. Ti mali delci plastike resno ogrožajo morski živelj: živali, ki predstavljajo osnovo morske prehrambene lestvice, kot npr. morski rakci, kateri preuranjeno umirajo zaradi zadušitve z granulami. Raziskave zadnjih let so pokazale, da je okolje močno onesnaženo z mikroplastiko. Delci plastike plavajo na površini vode in na svoji poti pridejo v kontakt z različnimi organizmi. Te jih enostavno zaužijejo, saj težko ločijo mikroplastiko od hrane. Tako mikroplastika potuje po prehranjevalni verigi in se akumulira v raznih organizmih kot so ribe in ptice. Granule nastale pri izpiranju plastifikatorjev kot je ftalat, so bile pogosto najdene v prebavnih traktih raznih morskih živali, kar je povzročilo mehanske in fiziološke poškodbe teh organizmov. Granule lahko prenašajo dva tipa mikro onesnaževanja: lastne plastične aditive ali hidrofobne onesnaževalce, ki jih absorbirajo iz morja. Tako mikroplastika deluje kot nosilec onesnaževal na oddaljene lokacije in v organizme. Na primer, koncentracije PBC-jev in DDE-jev v granulah zbranih v japonskih obalnih vodah, so bile tudi do milijonkrat višje kot koncentracije v okoliških vodah. 
Prav tako v vodi najdemo tudi plastične mikrokroglice uporabljene v proizvodih za kozmetični piling.

## Dogodki
Tajfun Vincente je 24. julija 2012 v Hongkongu odnesel v morje več zabojnikov last kitajskega naftnega giganta Sinopec, kateri so vsebovali preko 150 ton plastičnih pelet. Le - te je naplavilo na predele južno obale Hongkonga, kot so Shek O, Cheung Chau, Ma Wan in otok Lamma. Razsutje je prizadelo morski živelj, kar je posledično povzročilo večji pomor zalog rib v okoliških ribjih gojiščih.

## Osveščanje
11. aprila 2013 je umetnica Maria Cristina Finucci v namen osveščanja pri UNESCU v Parizu pred generalno direktorico Irino Bukovo osnovala tako imenovano Državo zaplate odpadkov. Gre za prvega v vrsti dogodkov pod pokroviteljstvom UNESCA in italijanskega ministrstva za okolje. S tem so želeli opozoriti na eno večjih okoljskih katastrof našega planeta, katero povzroča zavržena plastika s strani človeka.